# Chiesa di San Leonardo (Serramanna)
La chiesa parrocchiale di San Leonardo è un edificio religioso di Serramanna situato nel centro del paese.

## Storia e descrizione
Eretta nel XVI secolo, secondo i canoni dello stile gotico catalano, nel XVIII secolo l'edificio originario venne modificato, con la costruzione del transetto e della cupola ottagonale.
La facciata, con terminale orizzontale coronato da merli, è preceduto da un sagrato bastionato, raggiungibile tramite una scalinata. A sinistra si eleva la torre campanaria, che rappresenta una rarità nel sud Sardegna per la sua pianta ottagonale (più comune nelle torri delle chiese di origine gotico catalana del nord dell'isola). Il campanile ha una storia piuttosto travagliata; eretto intorno al XVI secolo e completato da un cupolino nel '700, vide, nel 1918, la demolizione dei due ordini superiori, in seguito al pericolo di crollo causato dai danni derivati dalla caduta ravvicinata di due fulmini. Si procedette alla ricostruzione, non completamente fedele alla struttura originaria, solo negli anni cinquanta.
Il semplice prospetto è arricchito dal portale, architravato e cuspidato, costruito sul modello del portale del braccio destro del transetto del duomo di Cagliari. All'interno della cuspide, un arco trilobato contiene la nicchia con la statua di san Leonardo. L'architrave, decorato da un motivo a volute che ricorda l'architrave del portale mediano, ancora del duomo di Cagliari, è retto da colonne con capitelli corinzi, a cui si affiancano altrettante esili semicolonne.
L'interno presenta pianta a croce latina, con navata unica, cappelle laterali e abside a pianta rettangolare. Le cappelle furono aggiunte in epoche diverse; la più antica (databile alla metà del XVII secolo) è la cappella di Santa Maria o del Santissimo Sacramento, la seconda sul lato sinistro, che presenta un interessante connubio tra lo stile gotico e quello rinascimentale e plateresco. Si accede alla cappella tramite un arco trionfale, di fattura classicheggiante, incorniciato da due colonne, rette da leoni stilofori, ispirati ai leoni del pergamo di Guglielmo. La volta della cappella è a crociera stellata, con nervature che scaricano su quattro colonne angolari, decorate con un motivo a spina di pesce in rilievo. L'altare ligneo dorato è seicentesco. In legno è anche l'altare della cappella di Sant'Antonio, la quinta a destra, mentre la prima cappella a destra ospita il fonte battesimale, in marmo e legno, del 1732. I due altari marmorei, presenti nei bracci del transetto, risalgono al 1752 e sono ornati da due tele del napoletano Domenico Tonelli raffiguranti la Crocifissione e la Santissima Trinità. Sempre del Tonelli è la tela, del 1794, raffigurante la Madonna delle Anime con San Leonardo, Sant'Efisio e le Anime Purganti, collocata sopra la porta di accesso alla sacrestia. Il presbiterio, cinto da una balaustra marmorea del 1830, ospita l'altare maggiore, in stile barocco, opera settecentesca in marmi policromi. Risale al XVIII secolo anche il coro ligneo, nell'abside. L'organo, costruito nel 1937 dalla ditta “Piras” di Pimentel, è stato restaurato dall’azienda piemontese Krengli, specializzata nel restauro di organi antichi, con la collaborazione di Michele Virdis, organaro e organologo di Bono. Il programma del concerto di inaugurazione, del 23 giugno 2017 , affidato all’organista Andrea Pilloni, musicista con un curriculum di tutto rispetto, comprende l’esecuzione di brani composti in Europa tra la fine del 1500 e il 1750.
La navata, con copertura lignea, è scandita da archi diaframma a sestro acuto. La decorazione pittorica delle pareti e delle volte, realizzata tra il 1954 e il 1956, è opera di Giuseppe Carcangiu, artista di Serramanna.

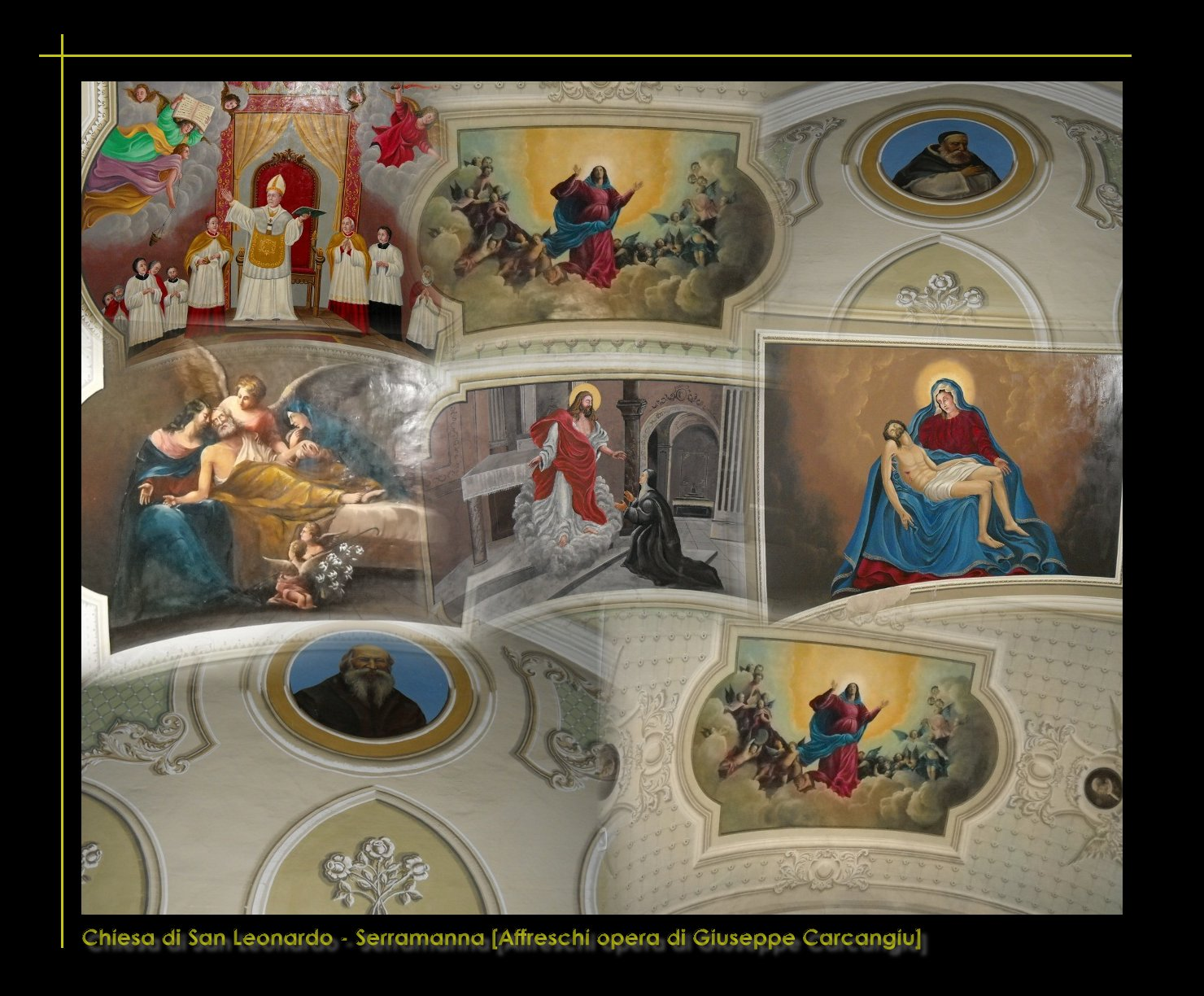
Affreschi

La chiesa è stata dichiarata di interesse culturale storico e artistico ai sensi dell'art. 10 comma 1 del decreto legislativo 22 gennaio 2004, n. 42,  "Codice dei beni culturali e del paesaggio", è quindi tutelata secondo le disposizioni di detto Codice. Il decreto di tutela è il n. 24 del 21.05.2008, e quindi è sottoposto alla tutela della Soprintendenza per i beni architettonici e paesaggistici della Sardegna.
Dopo un lungo iter burocratico, il 7 marzo 2010, si sono potuti mettere, dopo quasi un secolo, i quadranti dell'orologio. La notevole spesa per poter realizzare tutto il progetto è stata interamente sostenuta dal signor Cherubino Scintu, e voluta dal parroco don Giuseppe Pes.

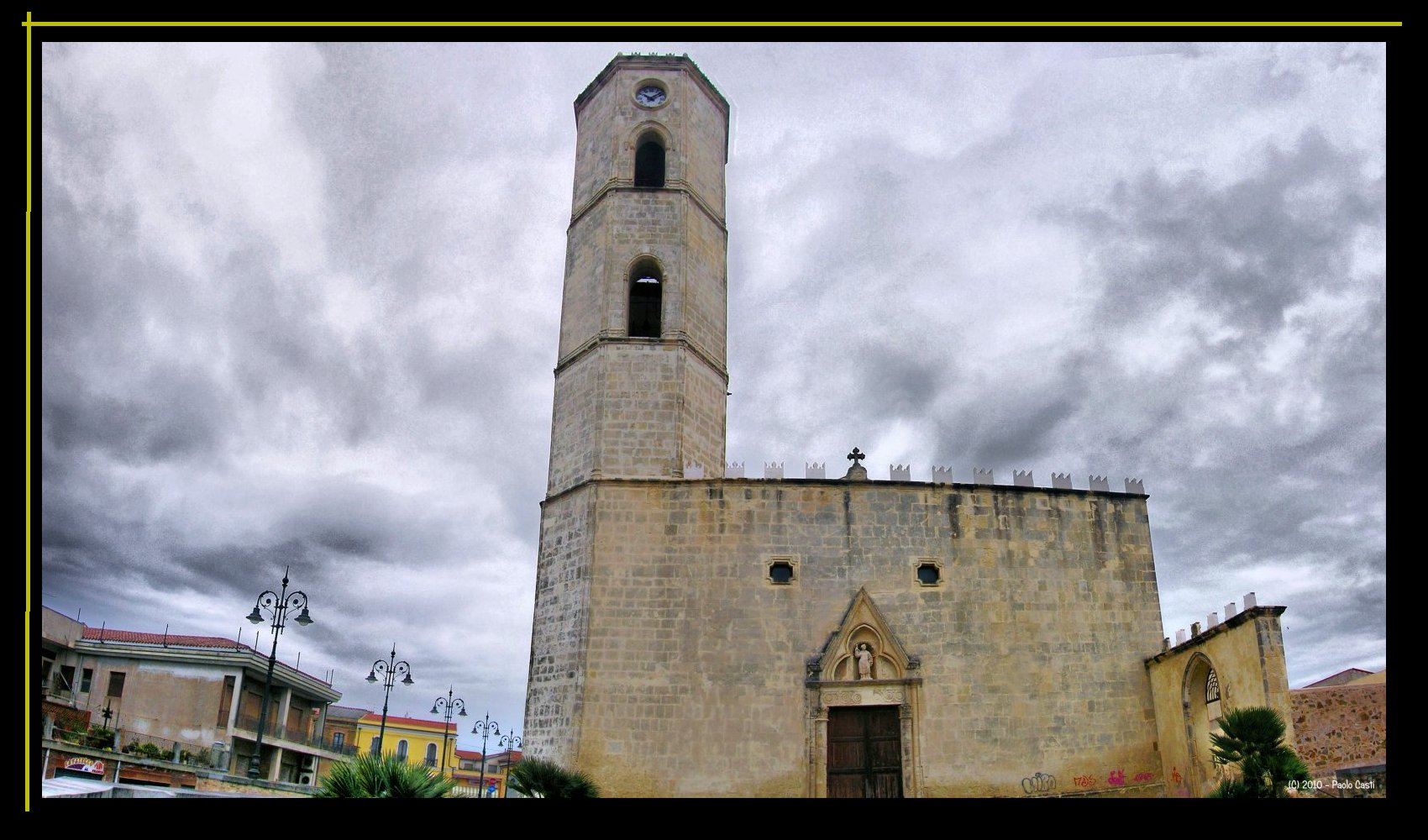
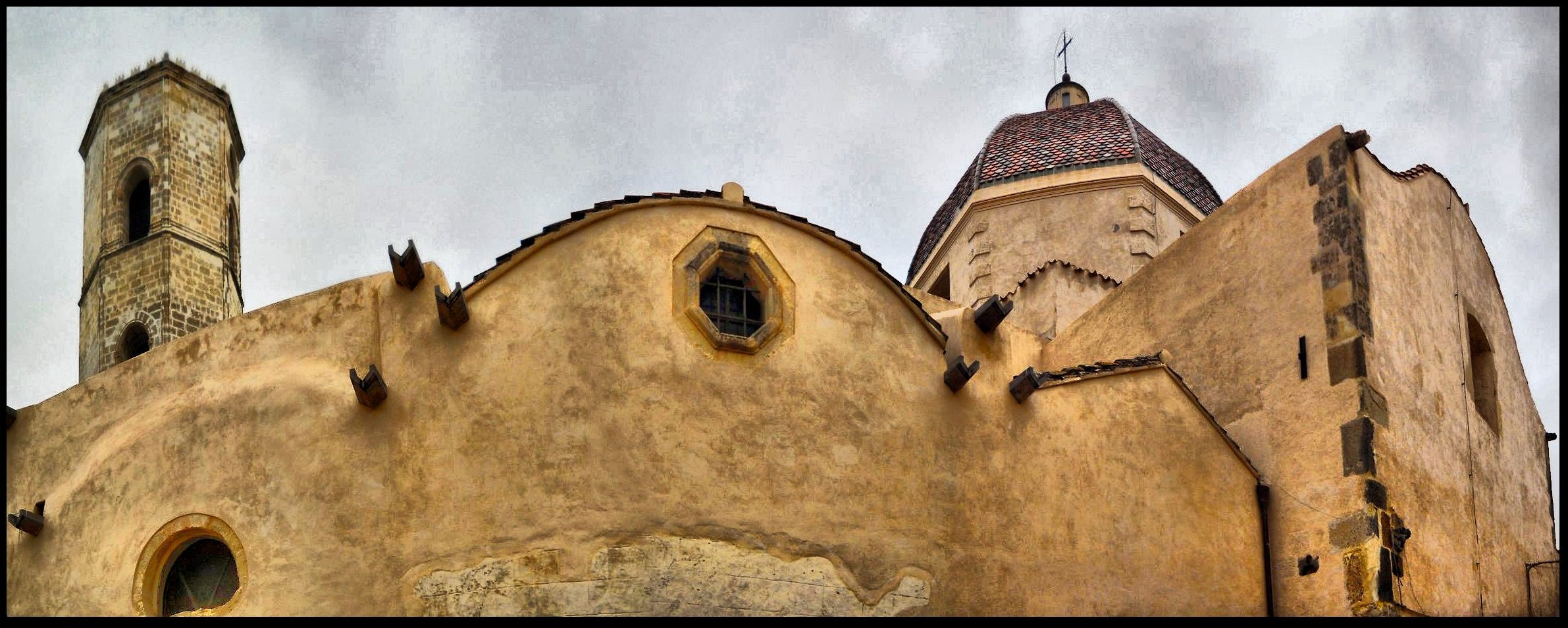